# Хён, Август
Август Хён (нем. August Höhn; 19 августа 1904, Липпорн, Германская империя — 7 августа 1982, Дюссельдорф, ФРГ) — унтерштурмфюрер СС, первый шуцхафтлагерфюрер концлагеря Заксенхаузен. В 1947 году советским военным трибуналом был приговорён к пожизненному заключению, но в 1956 году в качестве неамнестированного военного преступника был передан ФРГ, где вскоре был арестован и предстал перед земельным судом Дюссельдорфа, который в 1960 году приговорил его к пожизненному заключению.

## Биография
Август Хён родился 19 августа 1904 года в семье портного Вильгельма Хёна и его супруги Вильгельмины. C 1910 по 1918 год посещал народную школу в Липпорне. После окончания школы обучался на портного и сдал экзамен на звание подмастерья. В 1920 году вступил в немецкую гимнастическую ассоциацию и через 2 года достиг должности старшего тренера по гимнастике. В 1926 году был направлен районным комитетом по делам молодёжи в Немецкий университет физического воспитания в Берлине, где сдал экзамен на спортивного тренера. Хён занимал должность воспитателя, спортивного руководителя и руководителя пошивочной мастерской в учебном доме Беннингхоф близ Меттмана. Впоследствии он поступил в академию портных в Ганновере, посещал мастер-классы в Эльберфельде и Дюссельдорфе и в 1932 году сдал экзамен на звание мастера портного. Когда в 1934 году учреждение Беннингхоф было расформировано, и Хён потерял работу, он открыл собственное дело в качестве мастера-портного в Меттмане, однако его постигли неудачи в бизнесе, после чего он бросил своё дело и, рассчитывая получить постоянную работу, через год поступил стажёром в компанию Peter Wolters.
1 марта 1933 года вступил в НСДАП (билет № 1514767) и СС (№ 91735). В 1936 году был принят на работу в сообщество «Сила через радость», которое входило в состав Германского трудового фронта. С марта по май 1939 года проходил военную подготовку в 1-м запасном батальоне СС в Бреслау. После начала Второй мировой войны был призван в части усиления СС и так как медицинский осмотр показал, что Хён не годен к полевой службе, его назначили во 2-ю роту охранного батальона СС в Ораниенбурге, который был направлен для охраны в концентрационный лагерь Заксенхаузен.
С мая 1941 года служил в штабе комендатуры Заксенхаузена. С осени 1941 года был командиром роты в филиале лагеря «Клинкерверк». В июле 1942 года в качестве начальника взвода был переведён в филиал лагеря Берлин-Лихтерфельде, где с октября 1942 года был руководителем данного филиала. С конца января по февраль/март 1943 года Хён проходил курсы по административному руководству в Дахау, а затем до 6 мая 1943 года посещал юнкерскую школу СС в Брауншвейге, где сдал экзамен на звание офицера СС и после его сдачи стал унтерштурмфюрером резерва СС. После возвращения из юнкерской школы СС Хён снова стал начальником сублагеря Берлин-Лихтерфельде до 21 июня 1943 года. 21 июня 1943 года Хён, будучи пьяным, был обвинен в нарушении правил дорожного движения и оказании сопротивления, поэтому 18 августа 1943 года суд СС и полиции в Ораниенбурге приговорил его к шести неделям ареста. Рейхсфюрер СС, как компетентный судья, отказался признать приговор и назначил новое судебное разбирательство. После нового уголовного разбирательства 1 декабря 1944 года Хён был приговорен к 6 месяцам тюремного заключения. Этот приговор не вступил в законную силу, предположительно потому, что больше не был официально подтверждён в связи с развитием событий войны. С весны 1944 года был 2-м шуцхафтлагерфюрером в основном лагере Заксенхаузена. В конце 1944 года Август Кольб стал командиром охранного батальона СС в Ораниенбурге, поэтому Хён занял должность 1-го шуцхафтлагерфюрера и оставался на посту до эвакуации лагеря 27 апреля 1945 года. В обязанности Хёна входило соблюдение строгих лагерных правил, к которым относились порядок, дисциплина и чистота. Хён следил за тем, чтобы малейшее нарушение правил каралось самым строгим наказанием, а в некоторых случаях даже предписывал жестокие способы исполнения наказаний. Например, он приказал заключённому, приговорённому к смертной казни через повешение за попытку побега, медленно подтягиваться к виселице с помощью коленчатого вала. Хён не только отдавал приказы о применении насилия, но и сам спонтанно и сильно избивал заключённых, для поддержания собственного авторитета.
В сентябре 1944 года участвовал в качестве наблюдателя в военно-медицинском эксперименте в Заксенхаузене, в ходе которого сотрудники криминально-технического института полиции испытывали на заключённых концлагеря недавно разработанные отравленные пули. Подчиненный Хёна, рапортфюрер Отто Бём, выстрелил испытательным боеприпасом в пятерых заключённых. Хён и несколько врачей СС наблюдали за смертью этих людей. Кроме того, Хён участвовал в массовых убийствах в Заксенхаузене, например, в расстреле 27 политических заключённых 11 октября 1944 года и в ликвидации 82 участников движения сопротивления в начале 1945 года, где он отобрал стрелков и наблюдал за проведением казни. Хён способствовал массовому убийству тысяч больных и ослабленных заключённых в начале 1945 года, которые должны были быть уничтожены до расформирования лагеря.
1 мая 1945 года попал в американский плен и 13 мая помещён в следственный изолятор. Американские оккупационные власти передали его британским оккупационным войскам, которые 6 июня 1946 года передали его советской стороне. На процессе, проведённом советским военным трибуналом, Хёну было предъявлено обвинение в участии в преступлениях, совершённых в Заксенхаузене, в частности, в убийстве и участии в убийстве более 5000 узников лагеря. 31 октября 1947 года он был признан виновным и приговорён к пожизненному заключению совместно с пожизненными каторжными работами. Наказание отбывал в Воркутлаге.
14 января 1956 года был освобождён из советского заключения и в качестве неамнистированного военного преступника отправлен в ФРГ, но уже 5 июля того же года вновь взят под стражу и помещён в следственный изолятор. 19 сентября 1960 года вместе с Хорстом Хемпелем и Отто Бёмом предстал перед судом присяжных в Дюссельдорфе на основании совершённых в Заксенхаузене преступлений. На процессе в качестве свидетелей выступали бывшие заключённые лагеря. Обвинения включали в себя расстрел 27 политических заключённых 11 октября 1944 года, целенаправленные убийства узников концлагерей и других групп людей во второй половине войны и в ходе эвакуации лагерей. В нескольких эпизодах обвинение сводилось к убийству. Предметом судебного разбирательства были казни на площади для переклички в главном лагере и филиале лагеря в Лихтерфельде, которые проводились на глазах у собравшегося лагерного персонала, и казни в специальном помещении для убийств на станции «Z», расположенной на так называемом промышленном дворе, осуществляемые через повешение, расстрел и уничтожение ядовитым газом. Кроме того, обвиняемые отвечали за убийство больных заключённых во время эвакуации главного лагеря, убийство еврейских заключённых из филиала Либерозе и расстрел заключённых во время марша смерти.
15 октября 1960 года земельный суд Дюссельдорфа приговорил Хёна к пожизненному заключению в тюрьме строгого режима за семикратное убийство, двойное убийство по неосторожности, а также за пособничество в убийстве в пяти случаях и пожизненному лишению гражданских прав. В случае с Хёном судьи придерживались мнения, что убийства были совершены «в соответствии с его убеждением и волей». Это внутреннее убеждение в конце концов сформировалось не только в желание участвовать в организованных деяниях в качестве пособника, но и в желание внести свой вклад в них. Суд был убеждён, что это стало результатом того, что «обвиняемый Хён, не будучи обязанным делать это на основании распоряжений о казнях, исходя из собственного побуждения, направленного на поощрение убийств, расстрелял виновных собственноручно. Отданные ему приказы о расстреле, обязывающие его участвовать в убийствах, не оставляли ему никакой самостоятельной свободы в принятии решений относительно времени исполнения и результата преступной деятельности, однако он использовал оставшуюся часть полномочий на совершение деяния, а именно решение о том, кто должен был произвести расстрел, для назначения себя в качестве исполнителя вместо того, чтобы ограничится наблюдением за исполнением, как это входило в его обязанности».
24 января 1962 года в ходе кассационного производства Федеральный верховный суд ФРГ утвердил приговор. В конце лета 1963 года адвокат и жена Хёна подали первые прошения о помиловании, которые были  поддержаны, в частности, администрацией тюремного учреждения в Мюнстере и бывшим председателем суда присяжных. В прошении защитники ссылались на постановление приговора и подчеркивали, что Хён отказался от национал-социалистических идей и пришёл к подлинному пониманию своей вины, поэтому искренне сожалеет о содеянном. Председатель суда также подчеркнул, что Хён полностью признал свою вину. Он признался в своём участии в казнях, хотя знал, что никто не сможет засвидетельствовать его в этом. Это был единственный способ доказать, что Хён был исполнителем, а не пособником. Несмотря на эти рекомендации, прокуратура выступила против решения о помиловании Хёна. Бюро по помилованию земельного суда Дюссельдорфа в своём заявлении для премьер-министра земли Северный Рейн-Вестфалия Франца Майерса предложило условно-досрочное освобождение, которое было отклонено 3 февраля 1964 года. Решающим фактором для этого решения могла стать оценка уполномоченного сотрудника министерства юстиции, который посчитал освобождение Хёна преждевременным ввиду совершенных преступлений. Сотрудник ссылался на определение судебного решения, которое указывало на активную роль Хёна в совершении преступлений вплоть до участия в них. Через два года прошение о помилование жены и адвоката, также поддерживаемое тюремной администрацией и тюремным пастором, привело к успеху: 31 августа 1966 года в результате помилования срок заключения был сокращён до 25 лет. 31 мая 1968 года Хён был освобождён условно-досрочно с испытательным сроком на 5 лет. После освобождения из заключения работал портным. Умер 7 августа 1982 года в Дюссельдорфе.

## Комментарии
1. ↑  Должностное лицо, одно из наиболее важных в лагерной администрации. В его ведении находились все вопросы, касавшиеся заключённых; одновременно возглавляя 3-й отдел комендатуры, шуцхафтлагерфюрер являлся ближайшим помощником коменданта и его первым заместителем.
2. ↑  Станция «Z» — здание за территорией лагеря, в котором производились массовые убийства.
3. ↑  В книге немецкого историка Гюнтера Морша ошибочно указана другая дата освобождения — май 1973 года[2].